# マティアス・エルツベルガー

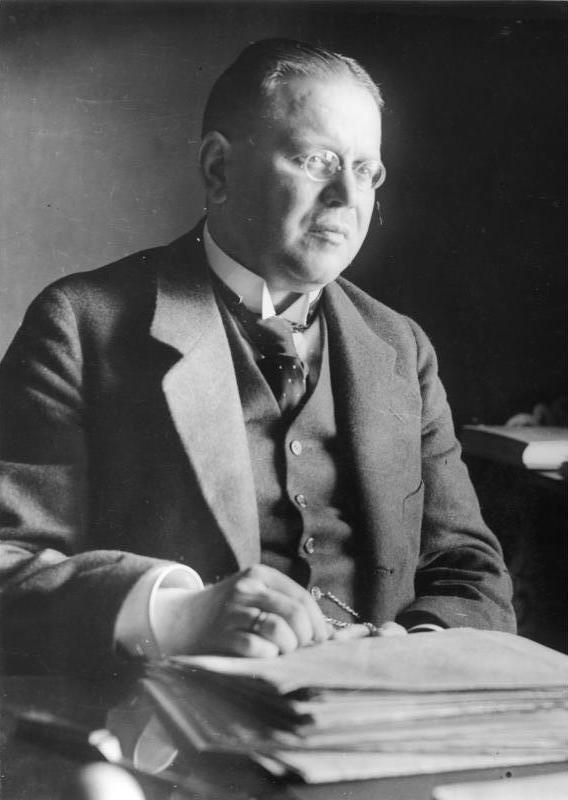
エルツベルガー（1919年）

マティアス・エルツベルガー（Matthias Erzberger, 1875年9月20日 - 1921年8月26日）は、ドイツの政治家（中央党）、作家。第一次世界大戦における連合国との休戦協定にドイツ首席全権として調印。ヴァイマル共和国初期に財務相も務めるが、右翼テロ組織に暗殺された。

## 経歴

### カトリック政治家
ドイツ国南西部、ヴュルテンベルク王国ミュージンゲン近郊のブッテンハウゼンで生まれる。シュヴェーヴィッシュ・グミュンドで教員養成教育を受け、のちバート・ザウルガウでカトリック教師養成過程を受講し、1894年に国民学校教師資格を得る。マールバッハ・アム・ネッカー、ゲッピンゲン、シュトゥットガルトで教師を務めた後、1896年にフリブール大学（スイス）で経済学を学び始める。しかしすぐにシュトゥットガルトで「ドイツ国民新聞」編集員として働くことになり、学業を中止した。この頃から中央党でカトリック系労働組合の活動に関わるようになる。早くも1903年には当時最年少でライヒスターク議員に当選した。
第一次世界大戦中、カール・リープクネヒトを除けば、エルツベルガーはドイツの同盟国オスマン帝国の領内の少数派キリスト教徒政策、およびそれに対する批判に及び腰なドイツ政府を公然と批判した数少ない政治家だった。彼は何度もトルコに赴いて青年トルコ党の権力者と交渉し、アルメニア人虐殺やシリア・レバノンに住むキリスト教徒への善処を要求した。1917年7月には勝利ではなく平和的交渉による戦争終結を主張して、戦争終結後にドイツが他国領土の併合をしないよう議会で要求し、この意見に基づいた決議案は同月賛成多数で可決している。

### 休戦協定締結

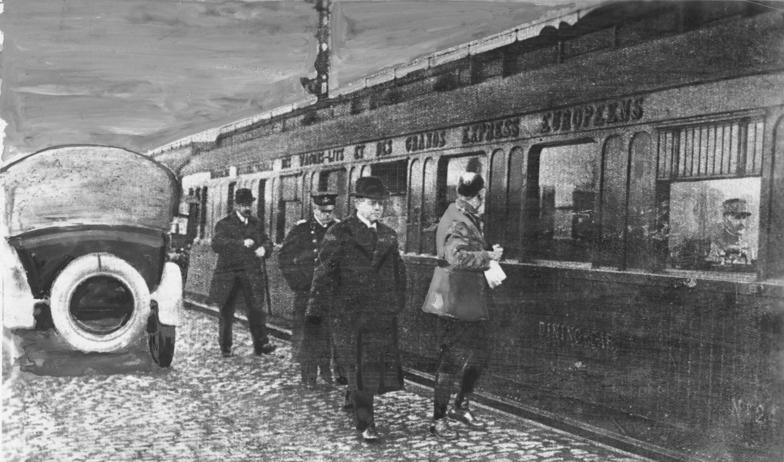
休戦協定調印に向かうドイツ側首席全権エルツベルガー（中央）と連合国軍側首席全権フェルディナン・フォッシュ（右）

敗色濃厚となった1918年10月にバーデン公マクシミリアンが宰相になると、エルツベルガーは無任所相に任命された。彼は閣僚より休戦委員会の委員就任を懇願され、それを承諾、委員長の座についた。その後パリ郊外コンピエーニュに赴き（11月8日早朝コンピエーニュの森に到着）、フェルディナン・フォッシュ元帥との休戦交渉に臨んだ。この間ドイツ革命が発生し、バーデン公マクシミリアンはフリードリヒ・エーベルトに宰相の座を明け渡して退任した。エルツベルガーは11月11日早朝5時に4名のドイツ代表の筆頭として署名、同日午前11時に発効した。こうして4年に及んだ第一次世界大戦は終わった。
翌年1月、ヴァイマル制憲会議が選出される。それにより成立したシャイデマン内閣に休戦委員会委員として無任所相となる。彼はヴェルサイユ条約調印に賛成してフォン・ブロックドルフ＝ランツァウ外相と激しく対立した。彼は連合国の過酷な要求をできる限り実行して逆にその無謀を悟らせようとする策に立っていた。しかしこのため「ドイツは戦争で負けたのではない、内部の裏切り者のせいで敗者にされたのだ」と盲信する右翼・民族主義者の攻撃の対象となる（背後の一突き）。

### 財政改革・暗殺
エルツベルガーは続くバウアー内閣で財務相に就任。これまで州税であった所得税をライヒ税へ転換したほか、ドイツ国内鉄道の統一・国有化など、今日に繋がる改革を断行した。エルツベルガーはこの改革を租税制度の公正化にあると言明している。しかし公正化は十分に達成されたとは言えず、税収の中央集権化や国庫建て直しのための大資本家からの徴税も右翼プロパガンダの攻撃するところとなった。1920年3月、ついに彼は辞職を申し出た。翌1921年1月26日、元士官候補生の男がベルリンの裁判所を出たエルツベルガーを狙撃したが、肩に負傷しただけですんだ。しかし同年8月26日、極右テロ組織コンスルのメンバーである元陸軍少尉ハインリヒ・シュルツと元海軍少尉ハインリヒ・ティレッセンが、地元で休暇中に党友と散歩していたエルツベルガーを襲撃、6発の銃弾を浴びせ、倒れたエルツベルガーの頭に2発の銃弾を撃ち込んで止めを刺した。45歳没。ビーベラッハ・アン・デア・リスに埋葬された。
暗殺犯はナチスが政権を獲得した1933年に恩赦で出獄したが、第二次世界大戦後に再審され懲役刑を受けた。ミュージンゲンにあるエルツベルガーの生家は博物館になっており、またいくつかの学校や町の通りに彼の名が冠されている。